# ハンガリアンワックス
ハンガリアンワックス(Hungarian wax pepper)は、トウガラシの栽培品種の1つである。スコヴィル値は、1,000から15,000と幅広い。

## 概要
このトウガラシは、通常果実が完熟する前の黄色の段階で摘み取られる。果実の長さは4-6インチで、先端が尖った形状である。完熟すると、色は橙色から赤色になる。未熟時の形はバナナピーマンに似ているが、異なる品種である。
栽培の容易さと生産性の良さから家庭菜園でも多く作られ、そのまままたは輪切りにしたものを酢漬けにする。

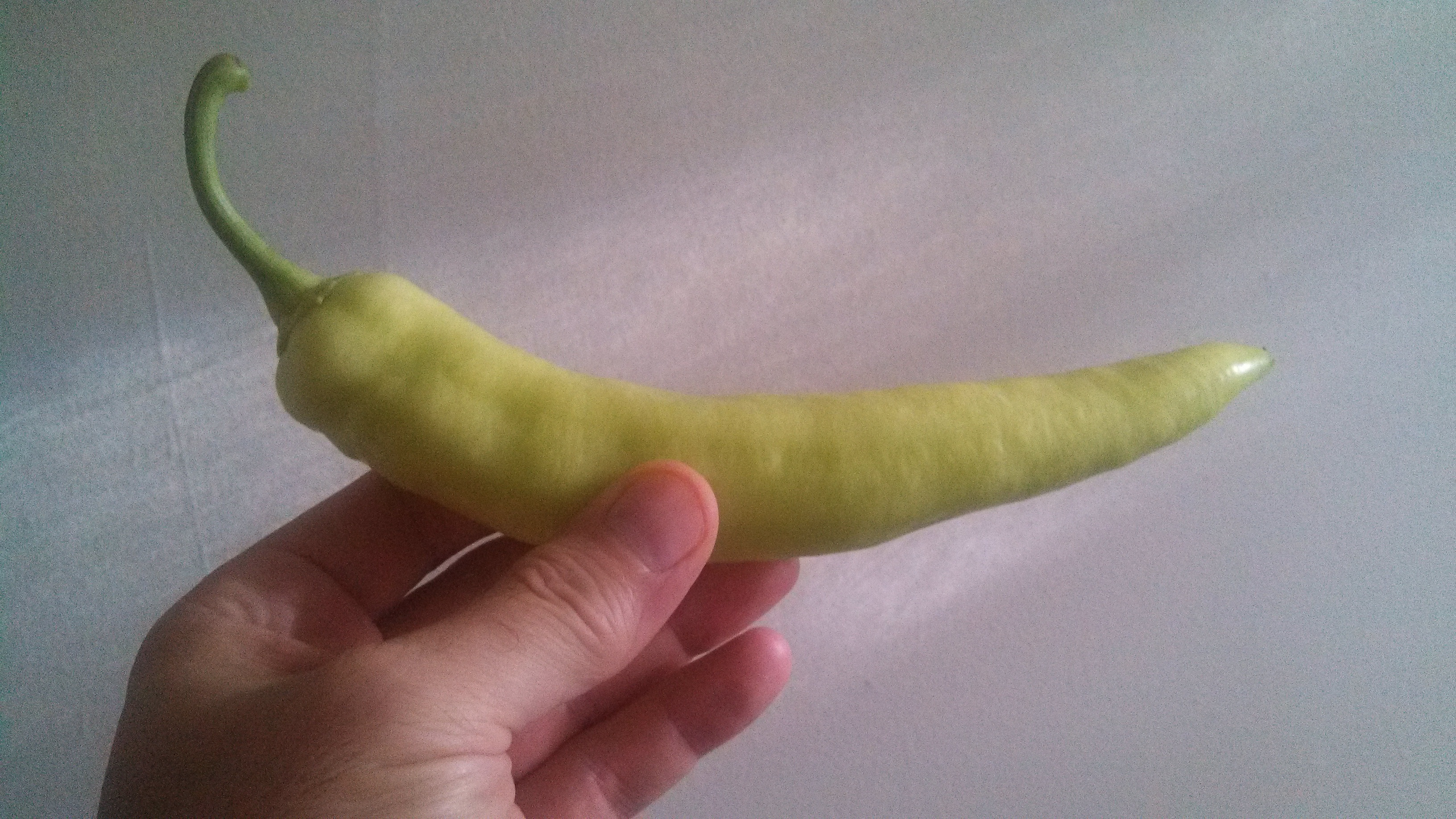
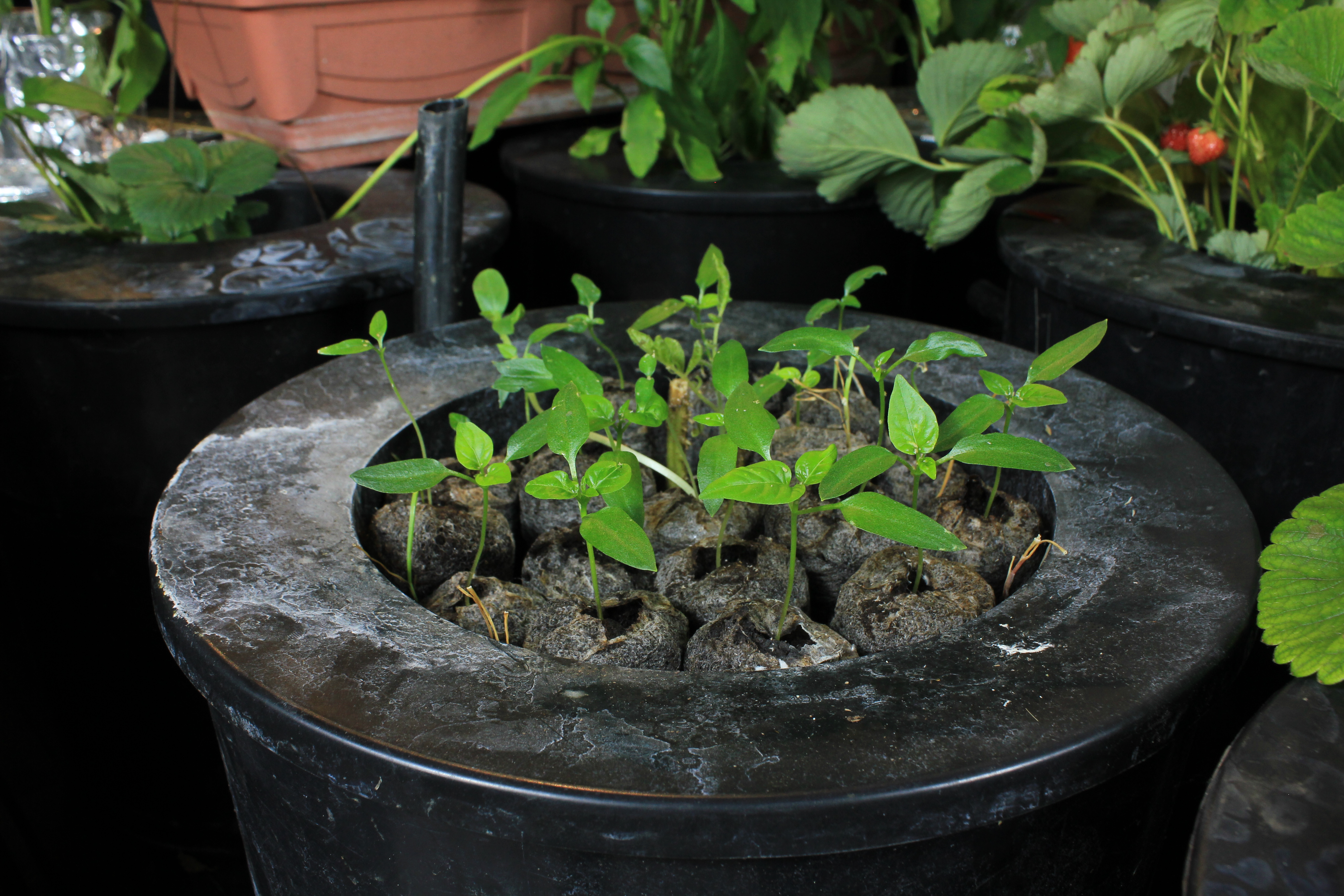
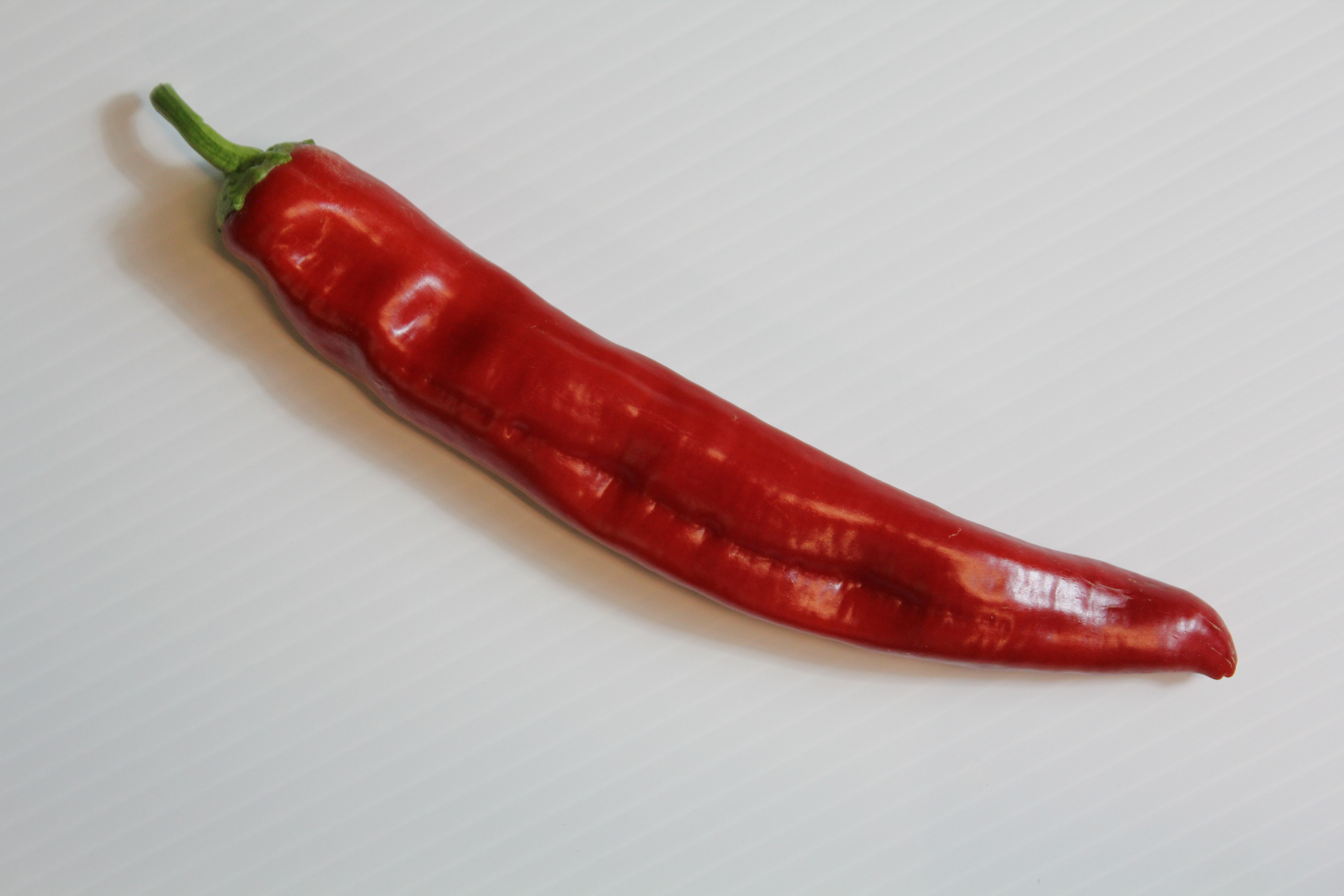
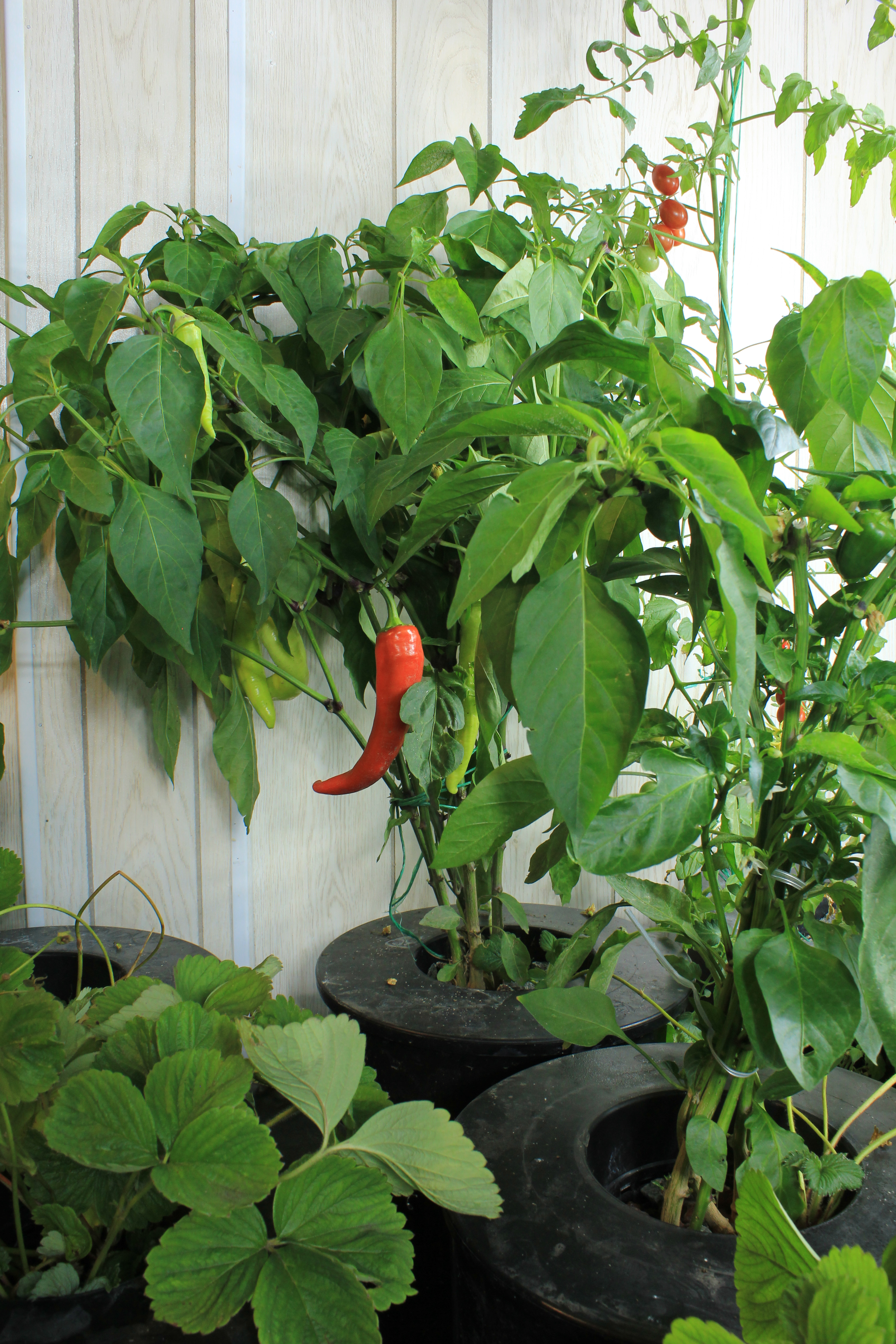
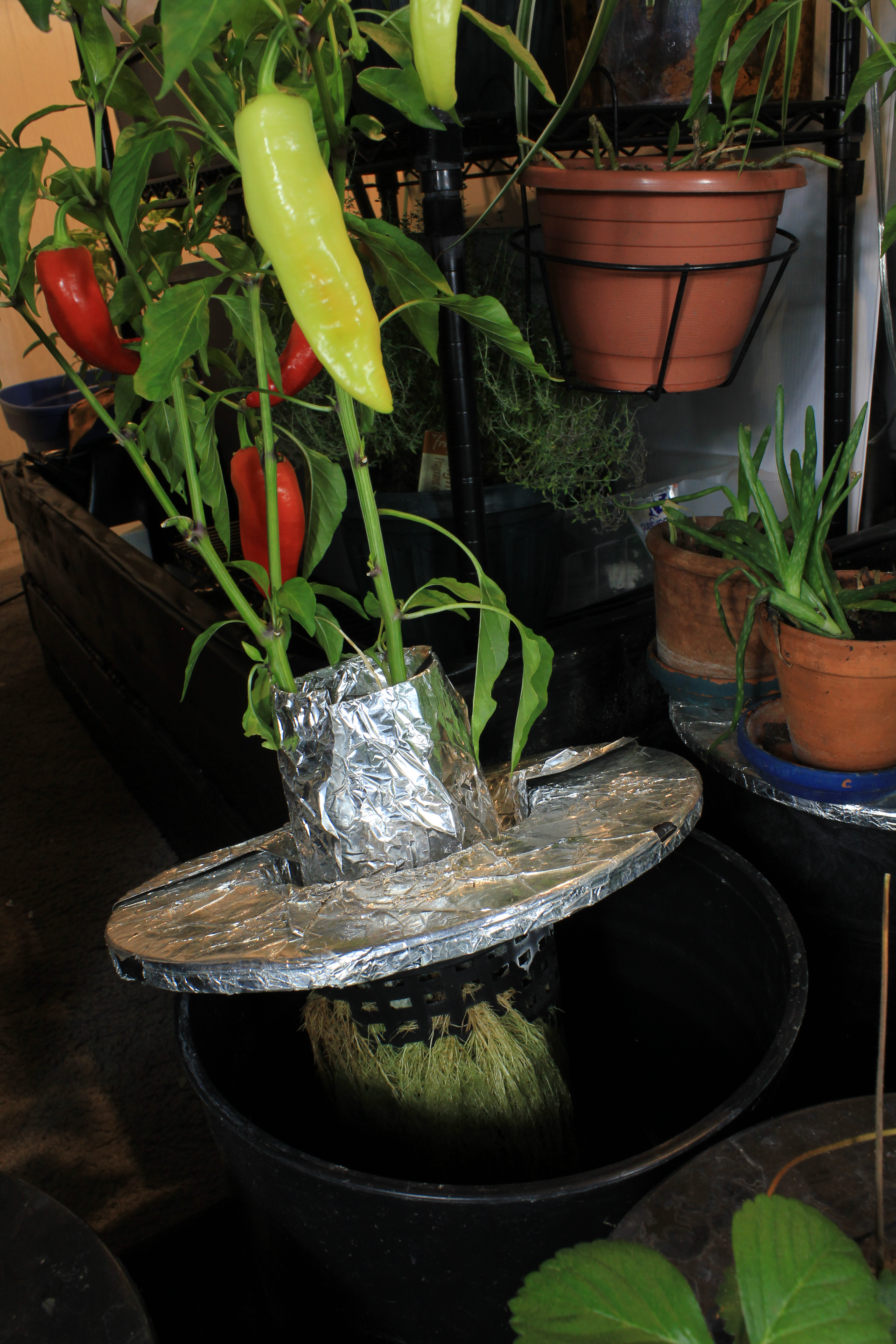
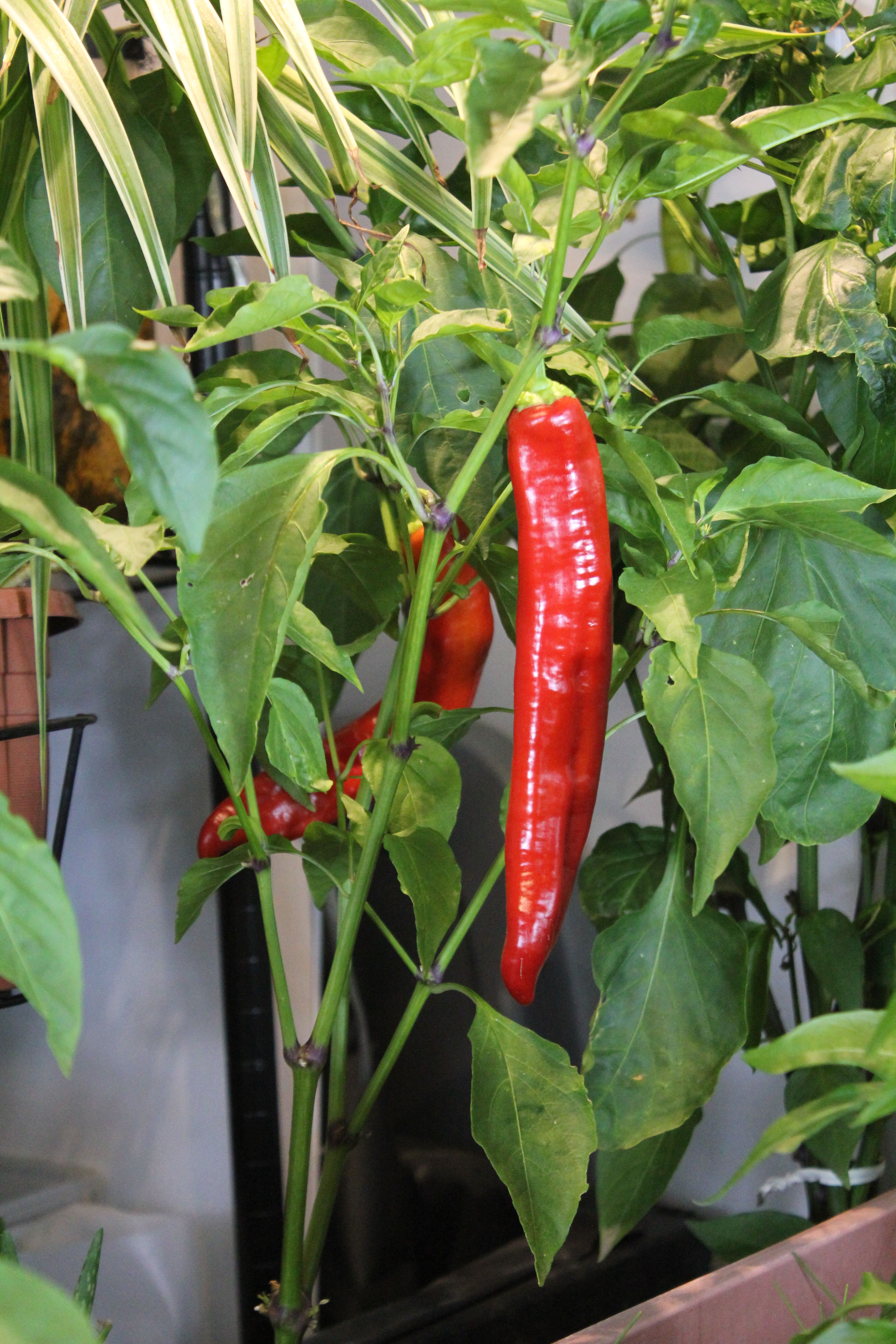
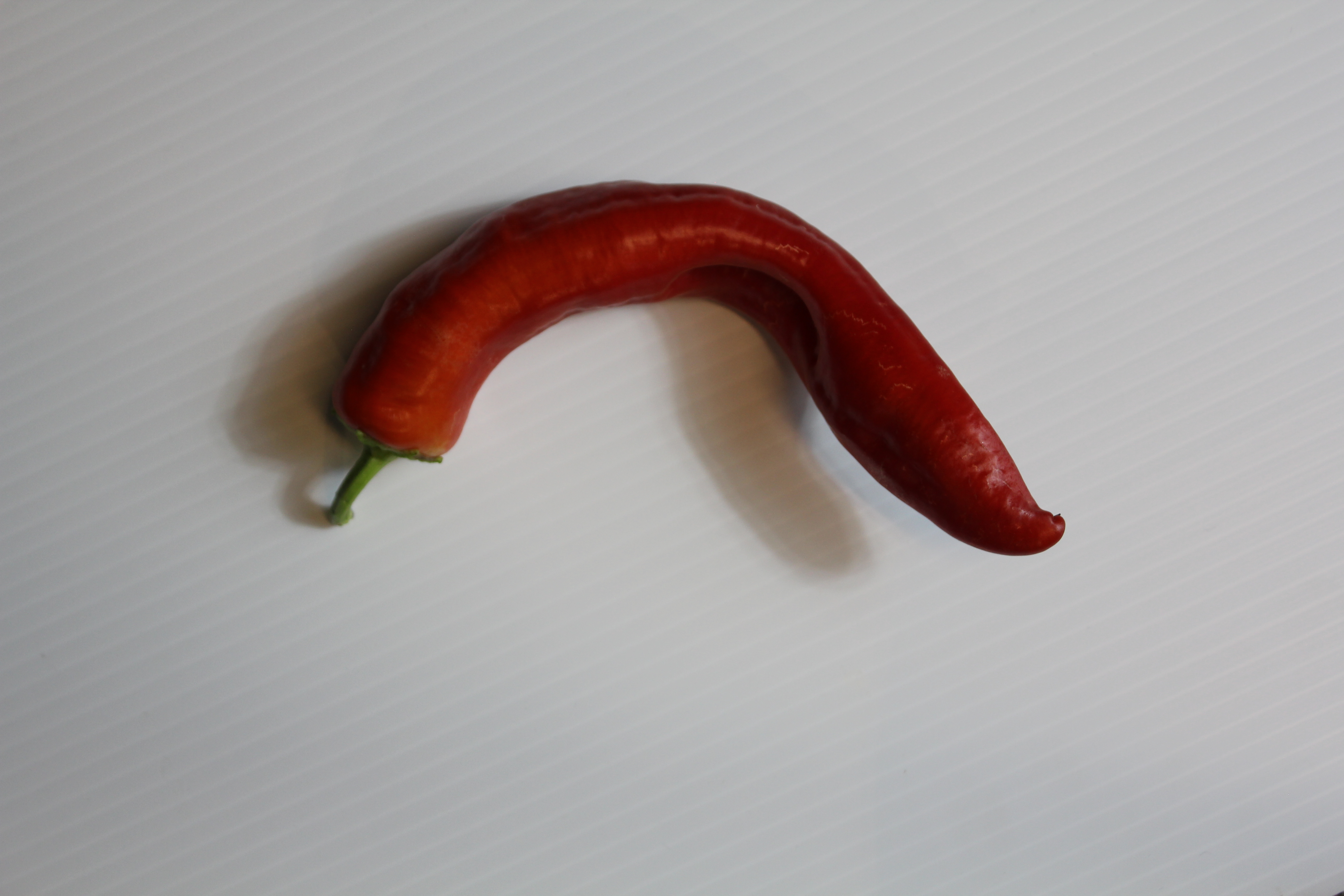
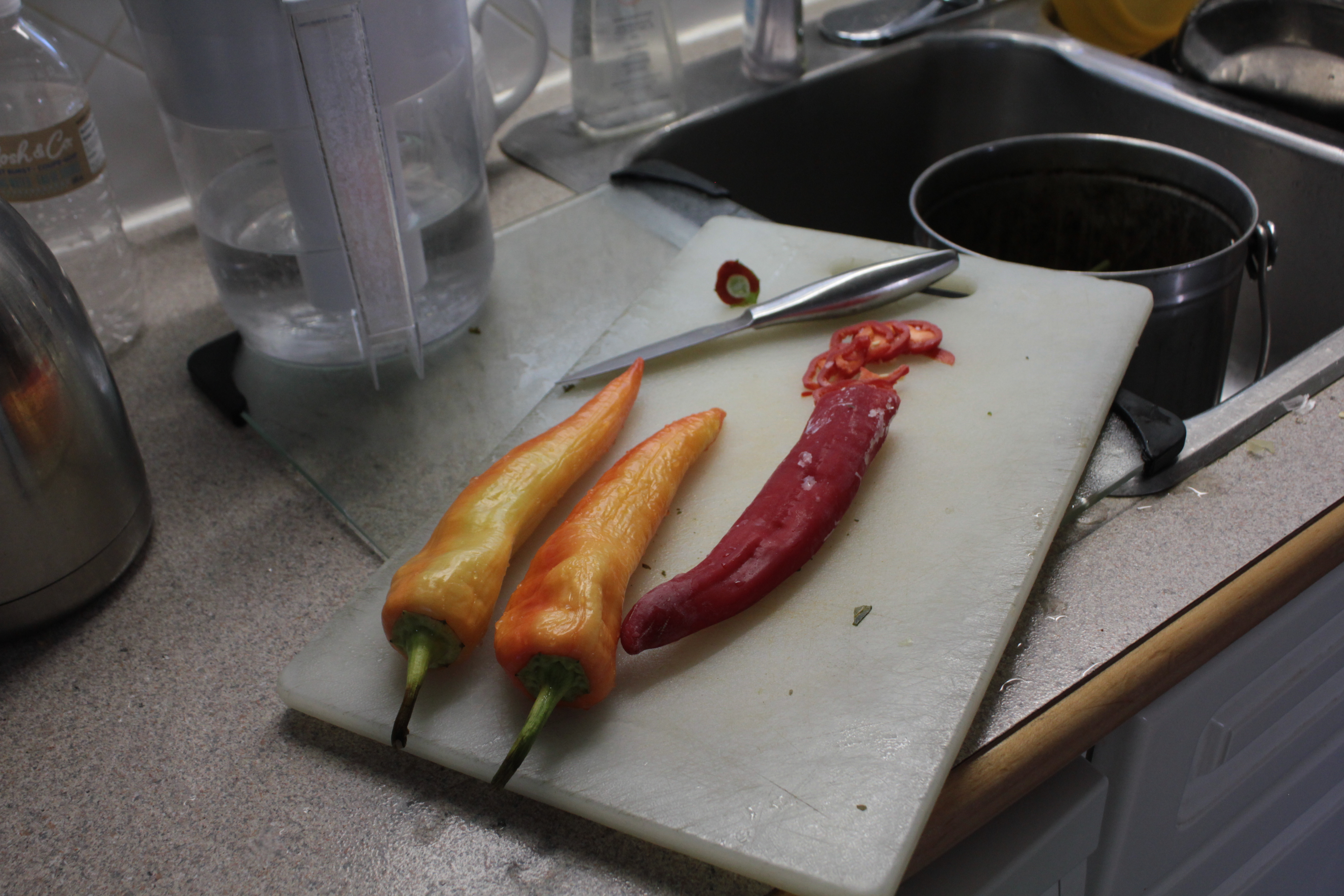
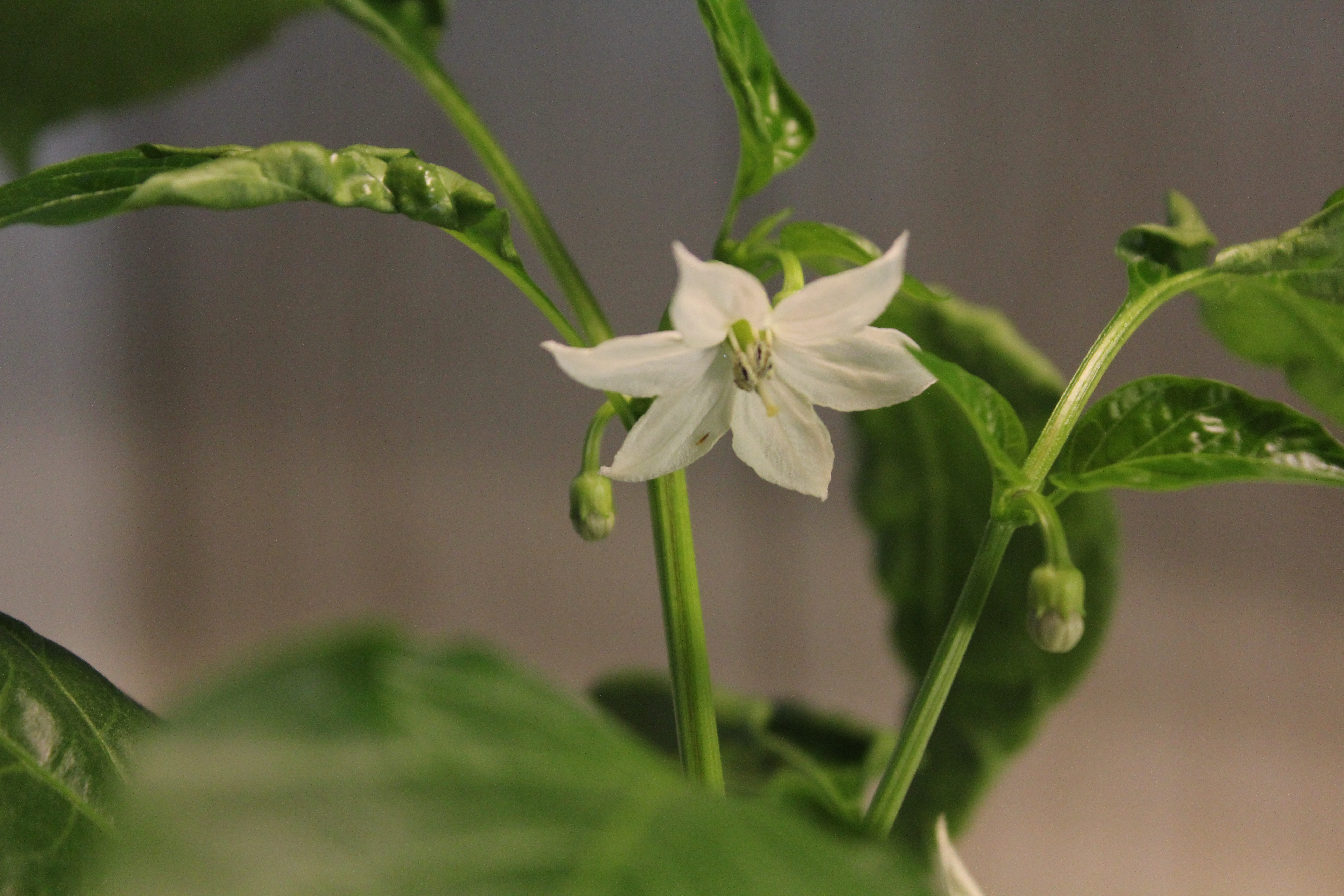
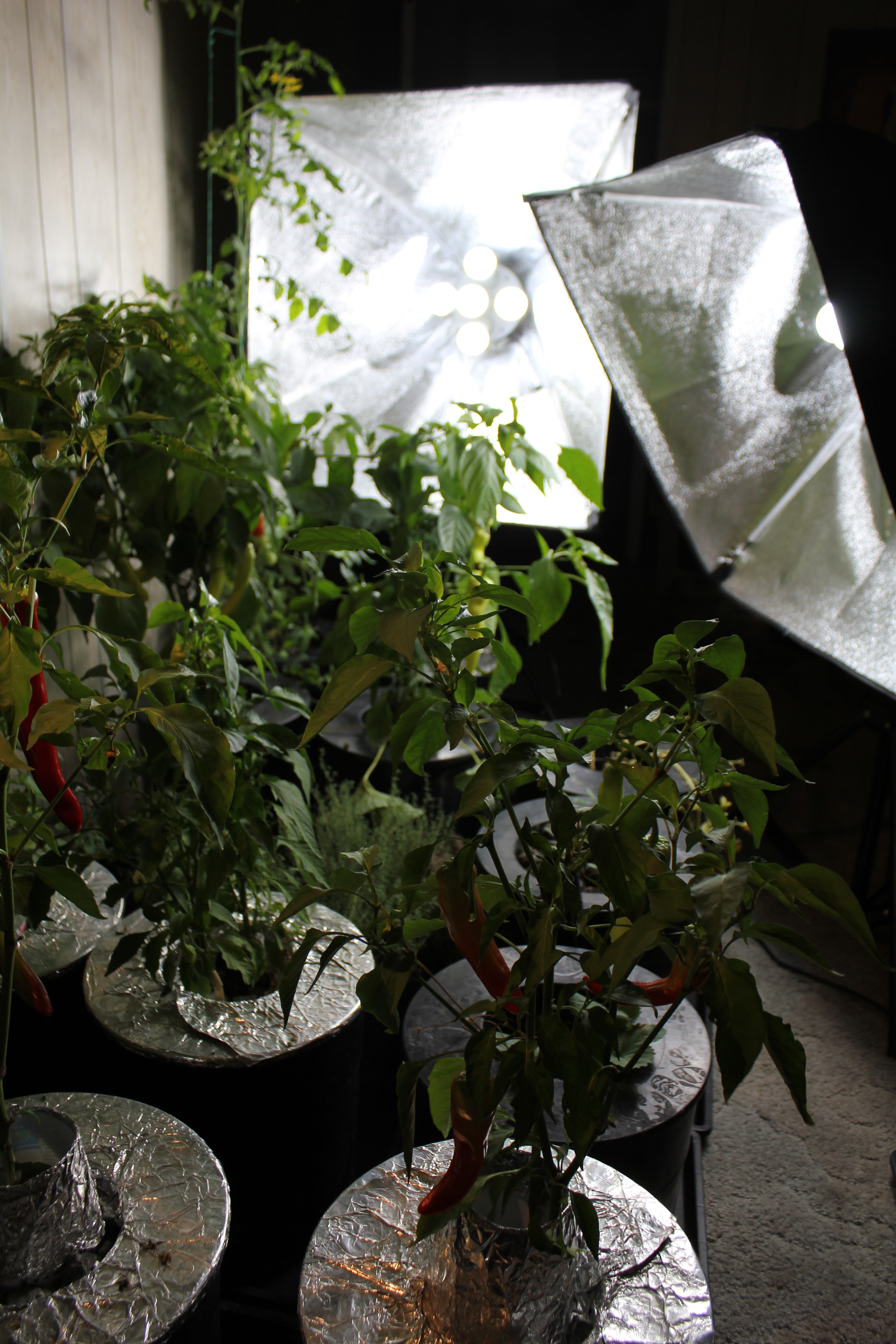